# Litvinenko
Litvinenko é uma minissérie de televisão dirigida por Jim Field Smith e escrita por George Kayfeita para a ITVX, serviço de streaming da emissora britânica ITV. É estrelada por David Tennant no papel de Alexander Litvinenko. A série estreou em 15 de dezembro de 2022.

## Enredo
Uma dramatização da luta de 10 anos de Marina Litvinenko e da polícia de Londres enquanto trabalham para provar a culpa e divulgar os nomes dos responsáveis pelo envenenamento de Alexander Litvinenko em 2006.

## Elenco
- David Tennant como Alexander Litvinenko
- Margarita Levieva como Marina Litvinenko
- Mark Bonnar como Clive Timmons, Inspetor-Chefe da Polícia da Metrópole de Londres
- Neil Maskell como Brent Hyatt, Inspetor-Chefe da Polícia da Metrópole de Londres
- Stephen Campbell Moore como Ben Emmerson, KC
- Simon Paisley Day como Sir John Scarlett
- Daniel Ryan como Peter Clarke, Vice-Comissário Assistente da Polícia da Metrópole de Londres
- Barry Sloane como Jim Dawson, Sargento Detetive da Polícia Metropolitana
- Sam Troughton como Brian Tarpey, Detetive Inspetor da Polícia Metropolitana
- Kirsten Foster como Jenny Hyatt, wife of Brian Hyatt
- Rad Kaim como Andrey Lugovoy
- Simon Haines como Dr Benjamin Swift
- Nikolai Tsankov como Boris Berezovsky
- Sam Marks como Constable Oliver Gadney, Detetive da Polícia Metropolitana
- Mark Ivanir como Alexander Goldfarb
- Zoe Telford como Ingrid Campbell
- Joanna Kanska como Nika Privalova
- Selina Cadell como Louise Christiansen[3][4]

## Lançamento
Em março de 2022, o projeto foi anunciado para ser incluído nas produções a serem lançadas no Reino Unido no novo serviço de streaming do canal ITV, o ITVX. Em outubro de 2022, foi anunciado que o projeto também havia sido vendido internacionalmente para mais de 80 mercados internacionais, incluindo a Seven Network na Austrália, Viaplay com sede em Estocolmo e seu serviço de streaming nos países nórdicos, Holanda, Polônia e Báltico, e TVNZ na Nova Zelândia, com AMC+ tendo direitos exclusivos nos Estados Unidos e Amazon Prime Video no Canadá. A série estreou na ITVX em 15 de dezembro de 2022.

## Recepção
No Rotten Tomatoes, a série detém um índice de 64% de aprovação com base em 11 reviews, com uma nota média de 5,6/10.